# 키스 와드

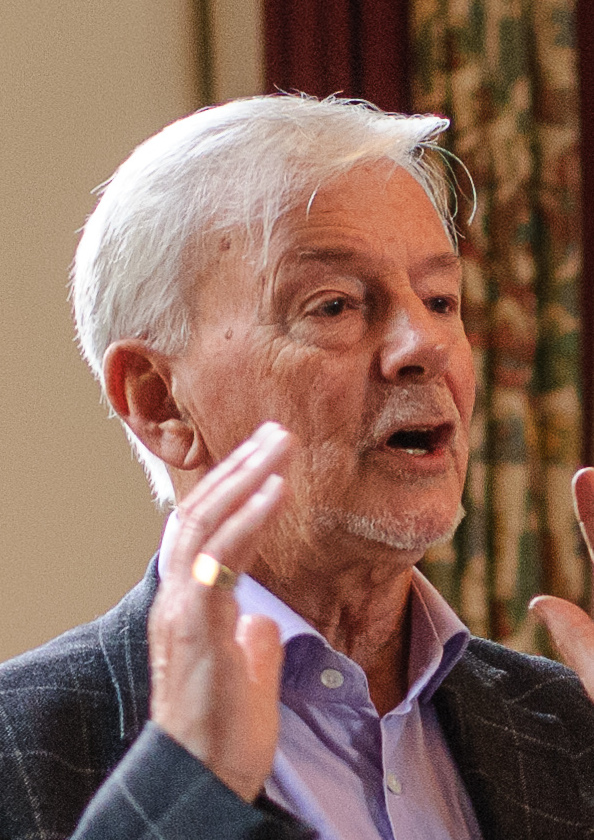

키스 와드(Keith Ward, 1938년 - )는 영국의 철학자이자 신학자이다. 그는 영국 아카데미의 펠로우이자 영국 교회의 사제이다. 2003년까지 옥스퍼드 그리스도 교회의 성직자였다. 비교신학과 과학과 신학의 관계는 그의 주요 관심 주제 중 하나이다.
키스 와드는 현재 양자역학이 밝힌 의식과 정보는 신으로 가는 길을 열고 있다고 했다.

## 비교신학
키스 와드(Keith Ward)는 비교신학에서 적지 않은 기여를 하는 사람이다. 와드는 기독교 신학의 전통적인 개념들을 유대교, 이슬람교, 힌두교, 불교의 자료들을 근거로 재해석하고 있다. 기독교의 창조주 신에 대한 인간의 언어를 재해석함에 있어서 다른 종교에서 언급되고 있는 신적인 언어들을 탐구하여 우주론적 주제들을 다루면서 창조와 삼위일체를 심화하여 재해석하고 있다. 와드의 신학방법에서 독특한 것은 고백적 신학과 비교신학을 구분해서 서술하면서, 고백적 신학은 기독교의 절대성을 강조하는 반면, 비교신학은 세상에서 신의 광범위한 사역을 강조하는 것으로 기술하면서, 와드 자신은 고백적 신학의 입장이 아니라, 신의 광범위한 사역을 탐구하는 비교신학적 입장을 고수하는 것으로 언급하였다.

## 같이 보기
- 과학과 신학의 관계